# Xã Franklin, Quận Little River, Arkansas
Xã Franklin (tiếng Anh: Franklin Township) là một xã thuộc quận Little River, tiểu bang Arkansas, Hoa Kỳ. Năm 2010, dân số của xã này là 1.083 người.